# Larry Hoover
Larry Hoover (ur. 30 listopada 1950 w Jackson) – amerykański gangster, przywódca chicagowskiego gangu Gangster Disciples.  